# Урош Микулић
Урош Микулић (Бачка Топола, 24. фебруар 2007) је српски писац и песник. Објавио је збирку песама „Под погрешним небом” и роман „У раљама смрти”.
Године 2020. био је полазник радионице Сарадници Сунца, под менторством Љубивоја Ршумовића.
Завршио је Основну школу „Никола Тесла” у Бачкој Тополи, а тренутно похађа Гимназију „Лаза Костић” у Новом Саду.